# Dans la lune...
Dans la lune... est le titre du premier album solo de Nicola Sirkis (chanteur du groupe Indochine), album de reprises de chansons alors peu connues en France. Trois des textes ont été écrits par Nicola Sirkis sur les instrumentaux originaux anglais. Il est coproduit par Les Valentins. 
Il a été enregistré fin 1991. Le 31 décembre, une vingtaine d'amis disponibles cette nuit-là se retrouvent tous pour former une chorale improvisée, baptisée pour l'occasion "Les Choeurs Du 31 Décembre", sur deux chansons de l'album, "What Is Life" et "Le Seigneur Des Toits". Pour cet enregistrement entre amis, Nicola Sirkis a également fait appel au batteur de Lloyd Cole, Stephen Irvine, et au bassiste de Madness, Mark Bedford.

## Titres
1. Waterfront (David Sylvian)
2. Mad World (Tears for Fears)
3. Two Faces (Bruce Springsteen)
4. Anne cherchait l'amour (Elli & Jacno)
5. Jusqu'au trou du monde (Patti Smith, Jackson Song)
6. Never Turn Your Back On Mother Earth (Sparks)
7. What Is Life (George Harrison)
8. Alice dans la lune (Young Marble Giants, Brand New Life)
9. Play With Fire (Rolling Stones)
10. Entrez dans Le rêve (Gérard Manset)
11. Le Seigneur Des Toits (Tom Tom Club, On On On)

## Musiciens
- Nicola Sirkis : Chant, Chœurs (3, 6)
- Marie Guillard : Chant (4, 11), Chœurs (2, 8, 10)
- Edith Fambuena : Guitare (1-4, 6-11), Mandoline (6), Chœurs (8)
- Mark Bedford : Basse (1-4, 6-11)
- Jean-Louis Pierot : Claviers 1, 2, 4, 6-8, 10, 11, Piano (1, 5, 6, 8), Orgue (3, 10)
- Philippe Eidel : Accordéon (5)
- Éric Giausserand : Trompette (2, 4, 7)
- Patrick Bourgoin : Saxophone (4, 7)
- Alex Perdigon : Trombone (4, 7)
- Eric Montbel : Flûte (5), Cornemuse (5)
- Thomas Davidson Noton (2), Roger Secco (7), Les Choeurs Du 31 Décembre (7, 11) : Chœurs
- Stephen Irvine : Batterie (1-4, 6-11)
- Arrangements : Les Valentins et Nicola Sirkis

## Équipe technique
- Ingénieur du son enregistrement et mixage : Jean Lamoot, assisté de Xavier-Félix, Stéphane, Raphaël et Mathilde.
- Studios d'enregistrement et de mixage : Artistic Palace ; Plus XXX (Paris)
- Pochette : Marion Bataille et Helena Ichbiah.
- Photos : Frédérique Veysset.
- Production : Les Valentins et Nicola Sirkis.
- Producteur exécutif : Thomas Davidson Noton.